# Сверхъестественный ужас в литературе
«Сверхъесте́ственный у́жас в литерату́ре» (англ. Supernatural Horror in Literature) — наиболее известное эссе американского писателя Говарда Филлипса Лавкрафта, объемом 28 000 слов, в котором рассматривается развитие и достижения литературы ужасов в 1920-х и 30-х годах. Лавкрафт работал над статьёй с ноября 1925 по май 1927 года. В этом же году статья была опубликована в журнале «The Recluse» (англ. Затворник). В 1933—1934 годах писатель подготовил новую доработанную редакцию.

## Содержание
Лавкрафт выделил ряд писателей, чьё творчество оказало на него наибольшее влияние: Эдгар По (рассказ «Падение дома Эшеров»), Эдвард Дансени, Артур Мэкен (повесть из романа «Три обманщика»: «Повесть о белом порошке», «Повесть чёрной печати» и повесть «Белые люди»), Алджернон Блэквуд (рассказ «Ивы»), Амброз Бирс («Смерть Хэлпина Фрэйзера»), Лафкадио Хирн, Роберт Чемберс, (повесть «Жёлтый знак» из романа «Король в жёлтом»), Монтегю Родс Джеймс (рассказы «Граф Магнус», «Чарующие руны»); а также классические авторы: Чарльз Диккенс, Роберт Браунинг, Генри Джеймс, Оливер Холмс, Алигьери Данте, Элси Веннера, Фрэнсис Мэрион Кроуфорд, Нострадамус и многие другие. Это одно из первых эссе, предоставляющих исторический анализ всего диапазона ужасов и фантастики от античности до времен Лавкрафта.
Лавкрафт отмечает писателей, создавших жанр «сверхъестественного или космического ужаса»: Густав Майринк, Ганс Эверс, Фитц Джеймс О’Брайен, Джозеф Шеридан Ле Фаню и другие. Некоторым из них Лавкрафт уделил много места, а другим дал лаконичные, но очень положительные оценки. Это самое значительное литературное эссе Лавкрафта и один из лучших исторических анализов литературы ужасов.
Эссе широко варьируется, каждая из 10 глав посвящена конкретному этапу развития «сверхъестественной литературы» ужасов. Так, главы со II по V касаются развития жанра готического романа, являющегося основным представителем мистической литературы. Тогда как главы с VI по IX касаются географии этого жанра. В главах с VIII по X Лавкрафт рассматривает авторов, которые оказали самое большое влияние на него. Эссе представляет собой довольно полное, хотя и субъективное исследование эволюции литературы ужасов с налётом мистики, которая впоследствии обрела название «сверхъестественная фантастика».

В «Энциклопедии Лавкрафта» С. Т. Джоши и Дейвид Шульц пишут, что У. Пол Кук поручил Лавкрафту написать «статью об элементах ужасов и странностей в литературе» (Письмо Лавкрафта к Лиллиан Кларк, ноябрь 1925) для своего журнала «The Recluse». Лавкрафт освежил в памяти работы классиков и написал большую часть текста до того, как уехал из Бруклина в Провиденс в апреле 1926 года. Он внес многие дополнения в финальный вариант в мае 1927 года. Лавкрафт написал бо́льшую часть эссе в Нью-Йорке, где у него был доступ к крупным библиотекам и коллекциям книг его друзей, он мог много читать малоизвестные работы.

Книга Дороти Скарборо «The Supernatural in Modern English Fiction» (1917) представляет собой тематическое исследование, а на книгу Эдит Биркхед «The Tale of Terror» (1921) Лавкрафт опирался в первых пяти главах и им ограничивается внимание к готическим романам конца XVIII и начала XIX веков. Дискуссии Лавкрафта об Эдгаре Аллане По, Натаниэле Готорне, Амброузе Бирсе и Ходжсоне особенно острые. Его определение четырех «современных мастеров» сверхъестественной фантастики — Артура Мейчена, лорда Дансени, Алджернона Блэквуда и М. Р. Джеймса — подтверждали многие исследователи. В тексте можно найти ссылки на произведения, вдохновившие Лавкрафта на создание его ранних и поздних работ: от «Орля» Мопассана до «Графа Магнуса» М. Р. Джеймса.
Эссе хвалил Эдмунд Уилсон, который не был поклонником творчества Лавкрафта. Уилсон описал его как «действительно содержательную работу. Лавкрафт много читал в этой области — он хорошо разбирался в готических романистах — и пишет об этом с большим умом». Дэвид Дж. Хартвелл назвал работу «самым важным эссе о литературе ужасов».
1. Вступление
2. Зарождение литературы ужаса
3. Ранний готический роман
4. Расцвет готического романа
5. Второй урожай готического романа
6. Литература о сверхъестественном
в континентальной Европе
7. Эдгар Аллан По
8. Традиция сверхъестественного в Америке
9. Традиция сверхъестественного
на Британских островах
10. Современные мастера

### Вступление
Лавкрафт выделяет ранние произведения, насыщенные космическим страхом:
| - несколько жутких рассказов Диккенса - поэма «Чайльд Роланд» Браунинга - «Поворот винта» Генри Джеймса - роман «Элси Веннер» Оливера Холмса-старшего - «Верхняя полка» Фрэнсиса Мэрион Кроуфорда - «Желтые обои» Шарлотта Перкис Гилман - «Обезьянья лапа» Уильям Джекобса |

### Зарождение литературы ужаса
Космический ужас появляется в самом раннем фольклоре, балладах, хрониках и священных писаниях, например: «Книга Еноха» или «Ключ Соломона» («Claviculae»)
Астрологи, каббалисты и алхимики: Альберт Великий, Раймунд Луллий, Нострадамус, Тритемий, Джон Ди, Роберт Фладд, Элифас Леви, Аполлоний Тианский, Парацельс, а также средневековых работы Бэринг-Гулда.
Эдды и саги: «Песнь о Нибелунгах», «Беовульф», «Младшая Эдда», «Старшая Эдда»
XVII-XVIII век: «Видение миссис Вил» Дефо, «Приключения Фердинанда, графа Фатома» Смоллетта
| Поэзия | Классическая литература |
| --- | --- |
| - «оборотень» Петрония - «Метаморфозы» Апулея - письма Плиния Младшего - труд «О чудесах» и история мертвой невесты (сказка «Филиннион и Махатес») Флегонта - работы Прокла - работы императора Адриана - «Коринфская невеста» Гете - «Немецкий студент» и «Искатель монет» Вашингтона Ирвинга | - работы Данте и других классиков - «Королева фей» Эдмунда Спенсера - «Смерть Артура» Томаса Мэлори - «Гибельное Сиденье» Галахада - пьесы «Доктор Фауст» и «Макбет», «Гамлет» Джона Уэбстера - трактаты о колдовстве Иакова I |

### Ранний готический роман
Лавкрафт рассматривает ранние готические произведения:
| - пейзажи «Оссианы» - работы Уильяма Блейка - поэма «Тэм О’Шэнтер» Роберта Бёрнса - демонизм в «Кристобель и «Старый мореход» Колриджа - призрачное очарование в «Килмени» Джеймса Хогга - «Ламии» Джона Китса - «Дикий охотник» и «Ленора» Готфрида Бюргера - особенно отмечая «Кольцо» и «Алсифрона» Томаса Мура - «Венера Илльская» Проспер Мериме | - «Фауст» Гете - работы Хораса Уолполу - «Замок Отранто» и «Онуфрио Муралто» Уолпола - «Сэр Бертран» Анна Летиция Барбальд - «Отранто» Клара Рив - «Укромный уголок» Анна Даунз - романы Энн Радклифф («Замки Атлин и Данбейн», «Сицилийское сказание», «Сказание о лесе» «Удольфские тайны», «Итальянец» и «Гастон де Блондевиль») - романы Чарльза Брокден Брауна («Эдгар Хантли», «Ормонде», «Артур Мервин», «Виланд, или Преображение») |

### Расцвет готического романа
Лавкрафт кратко рассматривает несколько примеров:
| - «Монах» М. Г. Льюиса (и его баллады «Замок-привидение», «Ужасные истории», «Чудесные истории») - «Нортенгерское аббатство» Джейн Остин - в основном рассматривает «Мельмот-скиталец» и «Фатальная месть, или Семейство Монторио» Чарлза Роберта Мэтьюрина |

### Второй урожай готического романа
Лавкрафт рассматривает произведения таких классических авторов, как:
| - «Ужасные тайны» маркиз фон Гросс - «Дети аббатства» (1798) Реджина Мария Рош - «Золфоя, или Мавр» (1806) Шарлота Дакре - «Застроцци» и «Сент-Ирвин» Перси Биши Шелли - «Ватек» Уильяма Бекфорда - романы «Калеб Уильямс» и «Сент-Леон» Уильяма Годвина - «Маг» Френсиса Баррета | - работы Булвер-Литтона - «Фауст и демон» и «Вагнер и оборотень» Джорджа Уильям Макартура Рейнольдса - «Франкенштейн, или Современный Прометей» Мэри Шелли - работы Вальтера Скотта («Комната с гобеленами», «Рассказ странника Вилли», «Красная рукавица») - романы Уильяма Гаррисона Эйнсуорта - «Оборотень» и «Корабль-призрак» Фредерик Марриета |

Лавкрафт отмечает классических английских писателей, которые повлияли на него: Вальтер Скотт, Данте Россетти, Уишльям Теккерей, Шарль Бодлер, Оскар Уайльд, Джордж Байрон, Джон Полидори, Томас Де Квинси, Булвер-Литтон, Чальз Диккенс, Роберт Браунинг, Оливер Холмс, Шарлотта Перкис, Уильям Джекобс, Джозеф Шеридан Ле Фаню, Уилки Коллинз, Генри Райдер Хаггард, Артур Конан Дойл, Герберт Уэллс, Роберт Луис Стивенсон, Эмили Бронте.
Часто персонажи Лавкрафта применяют высокопарные речи на манер словесных дуэлей джентльменов.